# Aleurocanthus valenciae
Aleurocanthus valenciae là một loài côn trùng cánh nửa trong họ Aleyrodidae, phân họ Aleyrodinae.
Aleurocanthus valenciae được Martin & Carver năm Martin miêu tả khoa học đầu tiên năm 1999.